# Idioma achenés
El achenés (en achenés: Bahsa Acèh) es un idioma malayo-polinesio hablado en Aceh, Sumatra, Indonesia y en Bota, Perak, Malasia.

## Clasificación e idiomas relacionados
El achenés pertenece a la rama malayo-polinesia de la familia de lenguas austronesias. Los idiomas más relacionados al achenés son las lenguas chámicas el idioma malayo, el idioma minangkabau, el idioma gayo y el de los batak.

## Fonología
En el achenés existen los siguientes fonemas.
|             | Anteriores | Anteriores | Centrales | Centrales | Posteriores | Posteriores |
| oral        | nasal      | oral       | nasal     | oral      | nasal       |             |
| ----------- | ---------- | ---------- | --------- | --------- | ----------- | ----------- |
| Cerrada     | i          | ĩ          | ɨ         | ɨ̃         | u           | ũ           |
| Semicerrada | e          | ɛ̃          | ə         | ʌ̃         | o           | ɔ̃           |
| Semiabierta | ɛ          | ɛ̃          | ʌ         | ʌ̃         | ɔ           | ɔ̃           |
| Abierta     |            |            | a         | ã         |             |             |

Las vocales aparecen generalmente en versión oral y nasal. Existen solamente tres semivocales nasalizadas, mientras que hay el doble de semivocales orales. /ʌ/ no es una vocal central estrictamente hablando. Sin embargo, se muestra aquí de esa forma por razones estéticas. Además de las vocales mostradas arriba, el achenés posee cinco diptongos orales, cada uno de ellos con su contraparte nasal:
- /iə ɨə uə ɛə ɔə/
- /ĩə ɨ̃ə ũə ɛ̃ə ɔ̃ə/

|             | Labial | Alveolar | Palatal | Velar | Glotal |
| ----------- | ------ | -------- | ------- | ----- | ------ |
| Nasal       | m      | n        | ɲ       | ŋ     |        |
| Plosiva     | p b    | t d      | c ɟ     | k g   | ʔ      |
| Fricativa   |        | s        | ʃ       |       | h      |
| Aproximante | w      | l        | j       |       |        |
| Vibrante    |        | r        |         |       |        |

/s/ es laminar alveodental. /ʃ/ es técnicamente postalveolar, pero se presenta en la columna de las palatales por razones estéticas.

## Escritura
Antiguamente el idioma achenés se ecribía utilizando el alfabeto árabe. Dicha forma de escritura es conocida como Jawi o Jawoë en idioma malayo. Este tipo de escritura raramente se utiliza en la actualidad. En su lugar el achenés utiliza el alfabeto latino hoy en día, añadiendo algunos símbolos diacríticos. Los signos adicionales son: é, è, ë, ö y ô.

## Dialectos
Hasta ahora no existe una investigación completa acerca de los dialectos del achenés. Sin embargo se conocen hasta diez dialectos de este idioma. Los dialectos son el pasè, peusangan, matang, pidië, buëng, banda, daya, meulabôh, seunagan y tunong.
De entre estos diez dialectos, los que muestran mayores diferencias con respecto al resto de ellos son el buëng, el banda y el daya, especialmente este último. Quizás si se realiza una investigación más completa, estos dialectos se podrían clasificar como lenguas aparte.